# Hydrothauma
Hydrothauma là một chi thực vật có hoa trong họ Hòa thảo (Poaceae).

## Loài
Chi Hydrothauma gồm các loài: